# Asian 5 Nations Division 2 2014
El Asian 5 Nations Division 2 de 2014 fue la novena edición del torneo de tercera división organizado por la federación asiática (AR).
El campeonato se disputó en la ciudad de Doha, Catar.

## Equipos participantes
- Selección de rugby de Catar
- Selección de rugby de Irán
- Selección de rugby de Malasia
- Selección de rugby de Tailandia

## Desarrollo

### Semifinales
| 20 de mayo | Catar | 24 - 11 | Tailandia |  |  |

| 20 de mayo | Malasia | 43 - 22 | Irán |  |  |

### Tercer puesto
| 23 de mayo | Irán | 26 - 23 | Tailandia |  |  |

### Final
| 23 de mayo | Catar | 22 - 31 | Malasia |  |  |

| Bandera de Malasia               |
| Campeón de la División 2 Malasia |
| Segundo título                   |